# Schagonar
Schagonar (russisch Шагонар, tuwinisch auch Шагаан-Арыг/ Schagaan-Aryg) ist eine Stadt in der autonomen Republik Tuwa (Südsibirien, Russland) mit 10.956 Einwohnern (Stand 14. Oktober 2010).

## Geografie

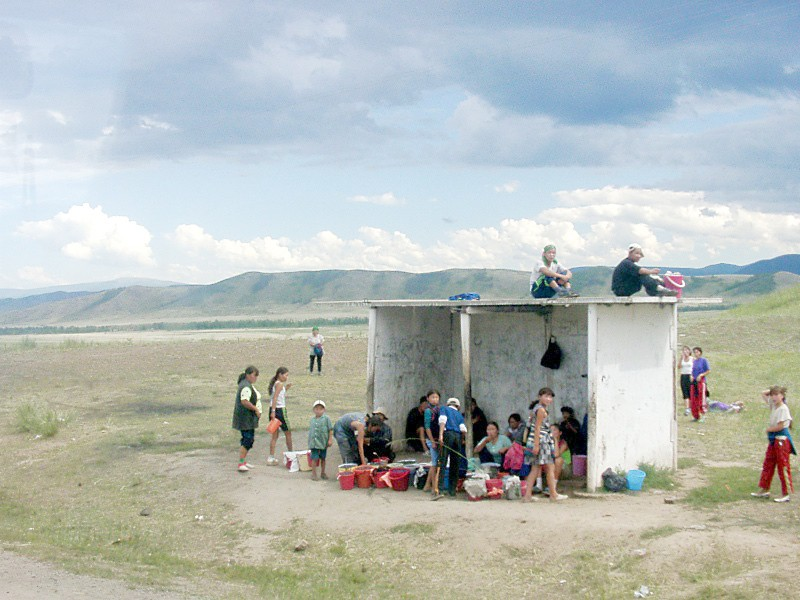
Zwischen Schagonar und der Hauptstadt Kysyl

Die Stadt liegt im Tuwinischen Becken zwischen Westsajan und Tannu-ola-Gebirge, etwa 125 km westlich der Republikshauptstadt Kysyl, am linken Ufer des Jenissei. Das Klima ist hochkontinental.
Die Stadt Schagonar ist Verwaltungszentrum des Koschuun (Rajons) Ulug-Chem. 

Sie liegt an der Fernstraße A162 Kysyl–Ak-Dowurak–Teeli und hat einen kleinen Flughafen.

## Geschichte
Schagonar entstand 1888 und erhielt nach dem Anschluss Tuwas an die Sowjetunion 1945 Stadtrecht. Wegen der Flutung des Sajano-Schuschensker Stausees wurde die ursprüngliche Stadt in den 1970er Jahren aufgegeben und etwa 7 Kilometer östlich und höher gelegen neu errichtet.
Der Ortsname leitet sich von einer tuwinischen Umformung (Schagaan-Aryg) der mongolischen Bezeichnung Zaganaryg für weißes Trockental ab.

### Bevölkerungsentwicklung
| Jahr | Einwohner |
| ---- | --------- |
| 1959 | 4.155     |
| 1970 | 4.512     |
| 1979 | 5.455     |
| 1989 | 10.084    |
| 2002 | 11.008    |
| 2010 | 10.956    |

Anmerkung: Volkszählungsdaten

## Kultur und Sehenswürdigkeiten
In Schagonar gibt es ein kleines archäologisches Museum.

## Wirtschaft
Die Wirtschaft der Stadt wird von Baumaterialien- und – als Zentrum eines Landwirtschaftsgebietes – Lebensmittelindustrie bestimmt.